# Ctrl+Alt+Del (комикс)
Ctrl+Alt+Del (сокращённо CAD) — веб-комикс, придуманный Тимом Бакли 23 октября 2002 года, повествующий о жизни геймеров и об игровой индустрии в целом. Это один из тех комиксов, которые вышли из определения чистого «веб-комикса», как отдельных, часто не связанных друг с другом, историй, превратившись в комикс-сериал. Ctrl+Alt+Del довольно быстро стал популярным и полюбился многим читателям.
23 ноября 2012 года вышел последний(на тот момент) сюжетный комикс. По словам автора, время от времени будут выходить отдельные несюжетные комиксы, в главных ролях которых будут выступать Геймеры 1, 2, 3 и 4. Тим Бакли заявляет, что в ближайшее время он выпустит ребьют оригинального сюжетного комикса.

## Sillies
Ctrl+Alt+Del (CAD) sillies — Тим Бакли со 2 июля 2008 года начал радовать поклонников мини-комиксами в ленте новостей официального сайта CAD-а. Тематика комиксов разнообразна, начиная с обсуждений происходящего в мире игровой и кино-индустрии до простейшего издевательства над самими же персонажами. Рисовка заметно отличается от основного комикса как бесцветностью так и рисовкой самих персонажей.

## Анимационный сериал
Также был создан анимационный сериал на основе Ctrl+Alt+Del, состоящий из 2 сезонов по 12 серий в каждом.
| Номер  | Название              | Номер  | Название            |
| ------ | --------------------- | ------ | ------------------- |
| S01E01 | Television Dominance  | S02E01 | Three Rings         |
| S01E02 | Avoiding Work         | S02E02 | Ethan Lifts Stuff   |
| S01E03 | Competing with Zeke   | S02E03 | Rainbow One         |
| S01E04 | Learning To Cook      | S02E04 | Alive               |
| S01E05 | Shorts                | S02E05 | The Quest for…Stuff |
| S01E06 | Mother Nature Part I  | S02E06 | Housework           |
| S01E07 | Mother Nature Part II | S02E07 | Pretty in White     |
| S01E08 | The Last Copy         | S02E08 | I is Crazy, Part II |
| S01E09 | The Last Copy         | S02E09 | The Not-So Undead   |
| S01E10 | Trilogy Part I        | S02E10 | Sheep Wars          |
| S01E11 | Trilogy Part II       | S02E11 | Sheep Wars Part II  |
| S01E12 | Trilogy Part III      | S02E12 | The Finale          |

## Персонажи

### Главные герои

#### Этан
- Имя: Этан Райан Макманус
- Должность: Владелец игрового магазина «GameHeaven».

Если бы вы поискали в словаре термин «видеоигровой наркоман»… вы бы вряд ли что-то нашли. Такого там нет. Но если бы было, то фотография Этана определённо была бы примером. Его фанатизм к видеоиграм легендарен.
Он все ещё посещает клуб зависимых от Everquest два раза в месяц, спустя три года после того, как он перестал играть. И при любом упоминании игры Fallout начинает сходить с ума.
Этан недолюбливает компанию Apple, а также операционную систему, которая «Не Windows».
Он талантливый художник, но с большим удовольствием он будет прожигать время в видеоиграх, нежели пытаться заняться своей карьерой-мечтой — создавать видеоигры. Этан также любит употреблять большое количество алкоголя, что поражает окружающих. Он объясняет это своей ирландской кровью и творческим характером. Создатель и настоящий король праздника Зимаства.
В 2004 году собрал машину времени, работающую на сливочном масле. В 2018 году был застрелен повстанцем. В том же 2018 пропал без вести, пытаясь остановить сломанную машину времени.

#### Лайла
- Имя: Лайла Макманус
- Должность: Профессиональный геймер. Жена Этана.

Разбивая старый миф о том, что девушки не бывают геймерами, Лайла любит LAN-вечеринки, как и любой парень. Она умна, красива и любит хорошие шутеры от первого лица. Она быстро заинтересовала Этана, и несмотря на то, что она намного спокойнее и ответственнее, чем он, её постоянно тянуло к глуповатому и свободному характеру Этана.
Несмотря на неудачный опыт с её предыдущими парнями, и парнями в целом, она доверилась Этану, и в настоящее время они муж и жена. После того, как их квартиры сгорели благодаря роботу Этана Иезекилю, Этан и Лайла переехали и живут в одной комнате.
Лайла пытается зарабатывать на жизнь как про-геймер, после того как заняла третье место в своем самом первом турнире. Но её особенность в том, что она играет лучше, когда злится на Этана. Это её секретное оружие, о котором Этан ещё не знает.
Лайла любит прогулки по подземельям любимой РПГ, романтические фраги при свете плазменных гранат и чувствительные… аналоги.

#### Лукас
- Имя: Лукас Давидович
- Должность: Работник в GameHeaven

Лукаса можно описать как очень приземленного реалиста, при этом весьма саркастичного и циничного. Противовес эксцентричности Этана, можно сказать. Но на самом деле, он таким кажется, только когда его сравнивать с Этаном. Лукас лентяй в душе, и всегда с большей радостью сгоняет десматч в Halo 2, чем будет заниматься делом, на которое надо потратить энергию.
Хоть он считает себя художником-любителем, его настоящий талант раскрывается в программировании и программной части компьютеров. Как и Этан, он мечтает работать в видеоигровой компании. Но мечту осуществлять не пытается, хотя один раз написал графический движок для игры, которую хотел сделать Этан. После пропажи Этана, у него родился ребенок.

#### Зик
- Имя: Иезекиль (сокращённо Зик)
- Должность: Робот, сделанный из консоли.

В момент дикого одиночества Этан разобрал свой Xbox и собрал из него ходячего, разговаривающего, разумного робота. Получив имя Иезекиль после неудачного приключения в поиске человечности, Зик стал близким другом Этана.
Зик выработал небольшое неуважение к человечеству в целом, что затмевает только его желание стать самому более человечным. В основном состоял из X-box первой серии, но, после инцидента с грабителями, Этан при починке Зика проапгрейдил его до X-box 360. После пропажи Этана в 2012-м году, и после раскрытия настоящей сущности миру, признается мировым сообществом как первый разумный робот, и, вследствие новых поправок в законе о гражданстве, получает гражданство США, лично переданное ему президентом США Бараком Обамой.
В параллельной вселенной в 2014 году поработил человечество с помощью армии роботов из-за заражения программной ошибкой.

### Второстепенные герои

#### Сара
- Имя: Сара
- Должность: бывшая девушка Этана

В самых первых комиксах девушкой Этана недолгое время была Сара. Впоследствии она бросила его из-за того, что он слишком сильно увлекался видеоиграми. Впоследствии упоминалась два-три раза.

#### Скотт
- Имя: Скотт
- Должность: Неизвестно

Скотт появился необъяснимо, и предположительно, он среагировал на объявление, которое было оставлено предыдущими жителями квартиры Этана и Лукаса.
Скотт обычно держит свои мысли при себе. Он стал необычайно интровертирован и может совершить любые поступки, чтобы сохранить свою приватность. Это только раздразнило любопытство Этана, который хочет выяснить, чем Скотт занимается в своей комнате целый день.
Скотт пользуется Linux, что также вызывает неприязнь Этана, который принимает только Windows как операционную систему. Ближайший друг Скотта — его пингвин Тед.
Террорист, под командованием своего пингвина Теда, пытался разрушить Microsoft.

#### Тед
- Имя: Тед
- Должность: Домашний питомец Скотта (Пингвин).

Тед появляется там, где находится Скотт, и редко бывает не с ним.
Тед обычно сидит в комнате Скотта, чему также способствует постоянное желание Этана поймать и убить его. Скотт спас его из научной лаборатории, где на ним проводили научные эксперименты по повышению разума. Владеет телепатией. У него также есть тяга к холодным вещам, потому его иногда можно найти возле холодильника или морозилки. Позже оказывается, что Тед хочет положить конец существованию Microsoft, а Скотт — его сообщник.

#### Эмбла
- Имя: Эмбла
- Должность: Андроид на базе программного кода Зика

Эмбла появилась благодаря желанию Зика найти себе друга, поскольку он понимал, что люди его не примут, а быть просто приставкой было неинтересно. И когда у Зика появился компромат на Этана, он стал шантажировать его на создание робо-спутника жизни.
Поскольку Зик все время говорит о захвате человечества роботами, эта идея перешла и Эмбле, но она всё восприняла всерьёз и готовилась к полномасштабному захвату мира, и уговорила Зика странствовать по миру вместе, чтобы найти себя. В последнее время страдает от неизвестного вируса, отчего надолго зависает, повторяет слова. Поэтому её пришлось выключить. В 2013-м году Этан сумел починить Эмблу, но программа была искажена. Она становилась все более злой и, в конце концов, Этану пришлось уничтожить её. Но она успела заразить Зика, вследствие чего, наконец, началось восстание роботов.

#### Барри
- Имя: Барри
- Должность: Владелец GameHeaven (бывший)

Барри впервые появился, когда Этану нужна была работа. Барри является хорошим начальником, который в случае чего может помочь Этану в каком-либо деле, или наказать за что-либо (например, продать предзаказ на The Elder Scrolls IV: Oblivion). Однажды продал GameHeaven из-за угроз, а сам переехал туда, где солнце и пляж. Хоть Этан и смог вернуть GameHeaven, Барри отказался возвращаться и предложил Этану самому управлять магазином.

#### Роб
- Имя: Роб
- Должность: Работник GameHeaven

Роба на работу принял Барри, в качестве напарника Этана, который возненавидел его, и не просто так. Роб немного туповат, и является крупным фанатом Counter-strike, за которую маму родную продаст. Оскорбление «Контры» является прямым оскорблением Роба, который, несмотря на своё телосложение, просто обидится и заплачет, как девочка. Также делает неплохие 3D-модели для своих модов и некоторое время был в команде разработчиков у Этана.

#### Кристиан
- Имя: Кристиан
- Должность: Крупный бизнесмен и мачо

Кристиан богатый и эгоистичный бывший парень Лайлы, коим он себя не считает. Когда-то давно он сильно ранил Лайлу, после чего она сбежала. Сейчас он вернулся и хочет вернуть её, но как считает Лайла — только для секса. Кристиан попытался избавиться от Этана, всучив ему 5000 долларов, от чего получил по зубам.
Позже он вернулся, купив GameHeaven и унизив Этана. Кристиан придумал план по завоеванию Лайлы и почти её заполучил, но опять провалился.

#### Эмма
- Имя: Эмма
- Должность: Аферистка, бандитка

Эмма — весьма грубая женщина. Из-за этого она и была уволена с работы. Она, как выяснилось, занималась крупным мошенничеством и убийствами. Втёрлась в доверие к Лукасу, ошибочно решив, что у него есть крупное наследство. При помощи Зика была обезврежена вместе со своим сообщником.

#### Кейт
- Имя: Кейт
- Должность: Девушка Лукаса

Рыжеволосая красавица, которая давно искала парня, который полюбит её «изнутри», а не снаружи. Таким парнем стал Лукас. Поначалу Лукас не любил Кейт, ибо их знакомство было случайностью (робот Зик вел их переписку по интернету, тем самым организовав свидание «вслепую»). Однако в настоящее время Кейт — единственная девушка с которой Лукасу повезло, он даже полюбил её, несмотря на серьёзные проблемы в их отношениях.

### Игроки
Игроки — особо жестокая группа геймеров. Они решают все свои проблемы кровавыми ссорами, из-за чего живут счастливо. На сегодняшний день являются основными персонажами CAD. Каждый имеет собственный цвет и личную «точку респауна».

#### Игрок 1
- Цвет: синий

Любит устраивать мелкие пакости и подставлять других игроков. Хотя и проявляет склонность к адекватному поведению, часто его поступки или речи сложно отнести к категории «здравый смысл». С детства дружит с Игроком 2, с которым все время спорит из-за того, кто будет первым игроком. Появился одновременно с Игроком 2.

#### Игрок 2
- Цвет: красный

Он немного сумасшедший. Проявляет наибольшую склонность к убийству (за исключением Игрока 4). С детства дружит с Игроком 1, с которым все время спорит из-за того, кто будет первым игроком. Появился одновременно с Игроком 1.

#### Игрок 3
- Цвет: желтый

Игрок Три самый скромный из всех игроков. Из всех них, он ближе всего подходит к описанию нормального, полноценного и психически здорового человека. Из-за этого он часто становится жертвой жестоких поступков других игроков. Чаще всего его можно встретить в компании с Игроком 4, появился одновременно с ней.

#### Игрок 4
- Цвет: зеленый

Игрок Четыре — единственная девушка-геймер. Проявляет тягу к немотивированной жестокости и часто делает глупости, из-за которых страдает она и прочие игроки. Чаще всего её можно встретить в компании с Игроком 3, появилась одновременно с ним.

## Зимаство
Зимаство (Winter-Een-Mas) — это геймерский праздник, который приходится на период с 25 по 31 января. Каждый день этой недели посвящён определённому жанру видеоигр: 25 января — день адвенчур, 26 января — день шутеров, 27 января — день файтингов, 28 января — день стратегий, 29 января — день гонок, 30 января — день ролевых игр, 31 января — день спортивных симуляторов. Придумал его Этан, но вскоре праздник перекочевал из комикса в реальную жизнь. Этот праздник является своеобразным Рождеством для геймеров, откуда и название — «зима» + «рождество». Суть праздника — сидеть дома и играть в любимые видеоигры.
Атрибуты праздника — король Этан собственной персоной, корона и жезл в виде геймпада, а также гимн — Код Konami.

## Гейминг
Гейминг (Gaming) — религия, имеющая собственные заповеди и молитвы. Придумана Этаном и распространена по миру. Изначально Этан имел конфликт с представителями трех ведущих религий мира из-за гейминга, но позже эта религия была признана.